# Bermejo (gemeente in Bolivia)
Bermejo is een gemeente (municipio) in de Boliviaanse provincie Aniceto Arce in het departement Tarija. De gemeente telt naar schatting 39.280 inwoners (2018). De hoofdplaats is Bermejo.

## Plaatsen
De volgende plaatsen zijn gelegen in de gemeente Bermejo:
- Bermejo 29.459 inw. – Colonia Linares 843 inw. – Campo Grande 348 inw. – Candado Grande 294 inw. – Arrozales 154 inw. – Barredero 132 inw. – Porcelana 61 inw.